# 松岡一平
松岡 一平（まつおか いっぺい、1992年5月20日 - ）は、日本の男性声優。長野県出身。EARLY WING所属。

## 来歴
テレビアニメ『デジモンアドベンチャー』を見て、「選ばれし子供達になりたい!!」と思ったのがきっかけで声優を目指した。
アミューズメントメディア総合学院出身。犬顔男子と自称している。
ツキノ芸能プロダクションが2015年冬から2016年春にかけて開催したリアルオーディション『ツキプロMusic Grand Prix 2016』に合格し、「ツキクラ」メンバーとなる。

## 人物
趣味・特技はゲーム、海外サッカー観戦、くしゃみ。
好きなものは、きゅうりとパーカーと海外サッカー。マイブームは犬のパーカー探し。好きなアニメは『デジモンシリーズ』。好きな漫画は『金色のガッシュベル』、『宇宙兄弟』。
好きなゲームは『FIFAシリーズ』。ゲームはジャンル問わず気になると買ってしまう。最近はスマホゲームもしている。

## 出演
太字はメインキャラクター。

### テレビアニメ
- ローリング☆ガールズ（2015年、客B）
- ツキウタ。 THE ANIMATION（2016年、主人公）
- 美男高校地球防衛部LOVE!LOVE!（2016年、キツネ、ふなっキー怪人）
- ソラとウミのアイダ（2018年、天船鳥神）
- ツンデレ悪役令嬢リーゼロッテと実況の遠藤くんと解説の小林さん（2023年、生徒C）
- 魔法使いの約束（2025年、兵士）

### Webアニメ
- 異能のアイシス（2021年、平吉嚆矢[6]、男性キャスターA、男子生徒）

### ゲーム
2016年
- 輝星のリベリオン（ポルトス、真田幸村）

2017年
- ツキノパラダイス（永田イツキ）
- 嘘月シャングリラ（エンデ〈少年〉）
- A3!（観客）
- 一血卍傑（アギョウ）
- ポケモンガオーレ（せいふくボーイのシュウヘイ）

2019年
- メガミラクルフォース（アルト）

2020年
- REALIVE!〜帝都神楽舞隊〜（瀬乃崎宗）
- キャプテン翼 RISE OF NEW CHAMPIONS（吉倉公雄 他）

### BLCD
- オンラインゲーム仲間とサシオフしたら職場の鬼上司が来た（2022年、コンビニ店員）

### ボイスドラマ
- 僕と俺とお前（2020年、五十嵐湊[9]）

### デジタルコミック
- dTV
  - ココロ・ボタン（2016年、谷淳平）
  - 花にけだもの（2017年、鮫島由紀）
- 別冊マーガレット公式チャンネル
  - ふつうな僕らの（2019年、草野一颯）
- りぼんチャンネル
  - 恋せよキノコ（2019年、小松ヒナタ）
  - せんぱいとKISS（2019年、春馬）
  - となりの部屋のパリピ先輩（2020年、波多野遥日）
  - トゲトゲハニー（2020年、市上由季）
  - 透明なきみと手をつなぐ（2020年、土井）
- マンガMeeチャンネル
  - 蜜蜂ライアー（2021年、佐藤君）　
  - 極道ジュリエット（2021年、上狼塚仁）
- カドカワストア.TV
  - 君香シャーレ（2024年、木梨）[10]

### ラジオ
※はインターネット配信。
- 松岡・今井のRADIO ν WING（2017年 - 2019年、音泉※）
- &CAST!!!アワー ラブエール!（2019年 - 2020年、&CAST!!!※[11]）
- &CAST!!!アワー ラブテン!（2019年 - 2020年、超A&G+※、&CAST!!!※[12]）

### テレビ番組
※はインターネット配信。
- ツキプロch.（2016年、TOKYO MX）
- おはスタ（2017年、テレビ東京） - トレジャラマスターいっぺー
- 松岡一平のいっぺーん聞いてみ?（2018年、nicocas※）
- おそとでイケボ 〜俺の釣りを聴け〜（2020年 - 、釣りビジョンVOD※[13]）
- 【MFブックス】レーベル8周年記念WEB特番！（2021年8月15日、KADOKAWAanime（YouTubeチャンネル）※[14]）

### その他コンテンツ
- 料理系”ぬい”Tubeチャンネル「ぬいぐるめ」（2021年 - 、とりまる[15]）

## ディスコグラフィ

### キャラクターソング
| 発売日        | 商品名                            | 歌                           | 楽曲                       | 備考                                                 |
| ------------- | --------------------------------- | ---------------------------- | -------------------------- | ---------------------------------------------------- |
| 2019年10月2日 | Virgin Sky/愛がある限りここにいる | 帝都東神楽舞隊基地・所属舞官 | 「Virgin Sky」             | ゲーム『REALIVE!〜帝都神楽舞隊〜』オープニングテーマ |
| 2019年10月2日 | Virgin Sky/愛がある限りここにいる | 帝都東神楽舞隊基地・所属舞官 | 「愛がある限りここにいる」 | ゲーム『REALIVE!〜帝都神楽舞隊〜』エンディングテーマ |
| 2020年2月26日 | RAISE/シャウト                    | EGO1ST                       | 「RAISE」 「シャウト」     | ゲーム『REALIVE!〜帝都神楽舞隊〜』関連曲             |

### ユニットメンバー
1. ↑  風見勇真（梶原岳人）、久能純（谷口博昭）、米倉鷹久（谷口淳志）、藤堂豪一郎（千葉瑞己）、白神透（會田海心）、赤音輝（小西成弥）、綾井雪松（遊馬晃祐）、貴船雅彦（小林竜之）、鯨屋練（大坪康亮）、サー・ユリエル・フィドルバード（沢城千春）、佐々木裕之助（古田一紀）、橘幸作（岡延明）、瀬乃崎宗（松岡一平）、東雲仁（宮崎遊）、高城貫（伊勢大貴）、椿坂龍馬（高橋健介）、双葉日向（汐谷文康）、双葉向夜（尾股未知也）、氷室零（伊藤昌弘）、津田新造（福西勝也）、皆川風汰（古畑恵介）、皆川修司（新井雄也）
2. ↑  瀬乃崎宗（松岡一平）、東雲仁（宮崎遊）、高城貫（伊勢大貴）